# Петрович, Огнен
О́гнен Пе́трович (серб. Огњен Петровић; 2 января 1948, Крушевац — 21 сентября 2000, Белград) — югославский футболист, вратарь.

## Карьера

### Клубная
Огнен Петрович попал в «Црвену Звезду» в 17 лет в 1965 году, в 1967 году он был переведён в основной состав, однако дебют в чемпионате Югославии состоялся лишь в сезоне 1969/70, а основным голкипером Петрович стал лишь в сезоне 1972/73. Всего в «Црвене Звезде» Петрович провёл 9 сезонов, за которые провёл 259 матчей, из них 115 в чемпионате, и забил целых 3 гола. Также в составе «Звезды» Петрович стал 4-кратным чемпионом Югославии, серебряным призёром чемпионата, 2-кратным бронзовым призёром чемпионата и 3-кратным обладателем Кубка Югославии. В середине 1976 года Петрович перебрался во Францию в клуб «Бастия». В первый же сезон Петрович стал основным голкипером клуба, провёл 32 матча, и стал бронзовым призёром чемпионата Франции. Второй сезон также успешно начался для Петровича, он остался основным голкипером, но в начале сезона получил травму из-за которой был вынужден завершить карьеру. В том сезоне «Бастии» удалось добраться до финала Кубка УЕФА, но сам Петрович принял участие лишь в двух матчах первого раунда с лиссабонским «Спортингом».

### В сборной
В сборной Югославии Огнен Петрович дебютировал 13 мая 1973 года в товарищеском матче со сборной Польши, завершившимся со счётом 2:2. В составе сборной Петрович принял участие в чемпионате мира 1974 года и чемпионате Европы 1976 года. Свой последний матч за сборную Петрович сыграл на чемпионате Европы 1976 года против сборной Нидерландов 19 июня 1976 года, тот матч завершился поражением югославов со счётом 2:3, что не позволило сборной Югославии занять третье место на том чемпионате. Всего же за сборную Петрович сыграл 15 официальных матчей в которых пропустил 15 голов. Также Петрович сыграл 10 матчей за молодёжную сборную Югославии.
| №  | Дата             | Соперник          | Счёт | Пропущенные голы | Турнир                    |
| 1  | 13 мая 1973      | Польша            | 2:2  | 1                | Товарищеский матч         |
| 2  | 28 сентября 1974 | Италия            | 1:0  | -                | Товарищеский матч         |
| 3  | 30 октября 1974  | Норвегия          | 3:1  | 1                | Отборочный матч к ЧЕ 1976 |
| 4  | 16 марта 1975    | Северная Ирландия | 0:1  | 1                | Отборочный матч к ЧЕ 1976 |
| 5  | 31 мая 1975      | Нидерланды        | 3:0  | -                | Товарищеский матч         |
| 6  | 4 июня 1975      | Швеция            | 2:1  | 1                | Отборочный матч к ЧЕ 1976 |
| 7  | 9 июня 1975      | Норвегия          | 3:1  | 1                | Отборочный матч к ЧЕ 1976 |
| 8  | 15 октября 1975  | Швеция            | 3:0  | -                | Отборочный матч к ЧЕ 1976 |
| 9  | 19 ноября 1975   | Северная Ирландия | 1:0  | -                | Отборочный матч к ЧЕ 1976 |
| 10 | 18 февраля 1976  | Тунис             | 1:2  | 2                | Товарищеский матч         |
| 11 | 24 февраля 1976  | Алжир             | 2:1  | 1                | Товарищеский матч         |
| 12 | 17 апреля 1976   | Венгрия           | 0:0  | -                | Товарищеский матч         |
| 13 | 24 апреля 1976   | Уэльс             | 2:0  | -                | Отборочный матч к ЧЕ 1976 |
| 14 | 17 июня 1976     | ФРГ               | 2:4  | 4                | Чемпионат Европы 1976     |
| 15 | 19 июня 1976     | Нидерланды        | 2:3  | 3                | Чемпионат Европы 1976     |

Итого: 15 матчей / 15 пропущенных голов; 9 побед, 2 ничьих, 4 поражения.

## Достижения
«Црвена Звезда»
- Чемпион Югославии (4): 1968, 1969, 1970, 1973
- Серебряный призёр чемпионата Югославии: 1972
- Бронзовый призёр чемпионата Югославии (2): 1974, 1975
- Обладатель Кубка Югославии (3): 1968, 1970, 1971

«Бастия»
- Бронзовый призёр чемпионата Франции: 1977
- Финалист Кубка УЕФА: 1977/78